# Микуловский-Поморский, Юзеф
Юзеф Микуловский-Поморский (пол. Józef Mikułowski-Pomorski; 1 июля 1868, Малице-Косьцельне, Свентокшиское воеводство — 4 мая 1935, Варшава) — польский учёный, профессор агрохимии, доктор honoris causa Вроцлавского университета (1929), политический и государственный деятель, первый ректор главной сельскохозяйственной Школы в Варшаве. Министр по делам религии и народного просвещения Польши (1926).

## Биография

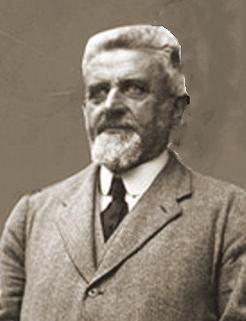

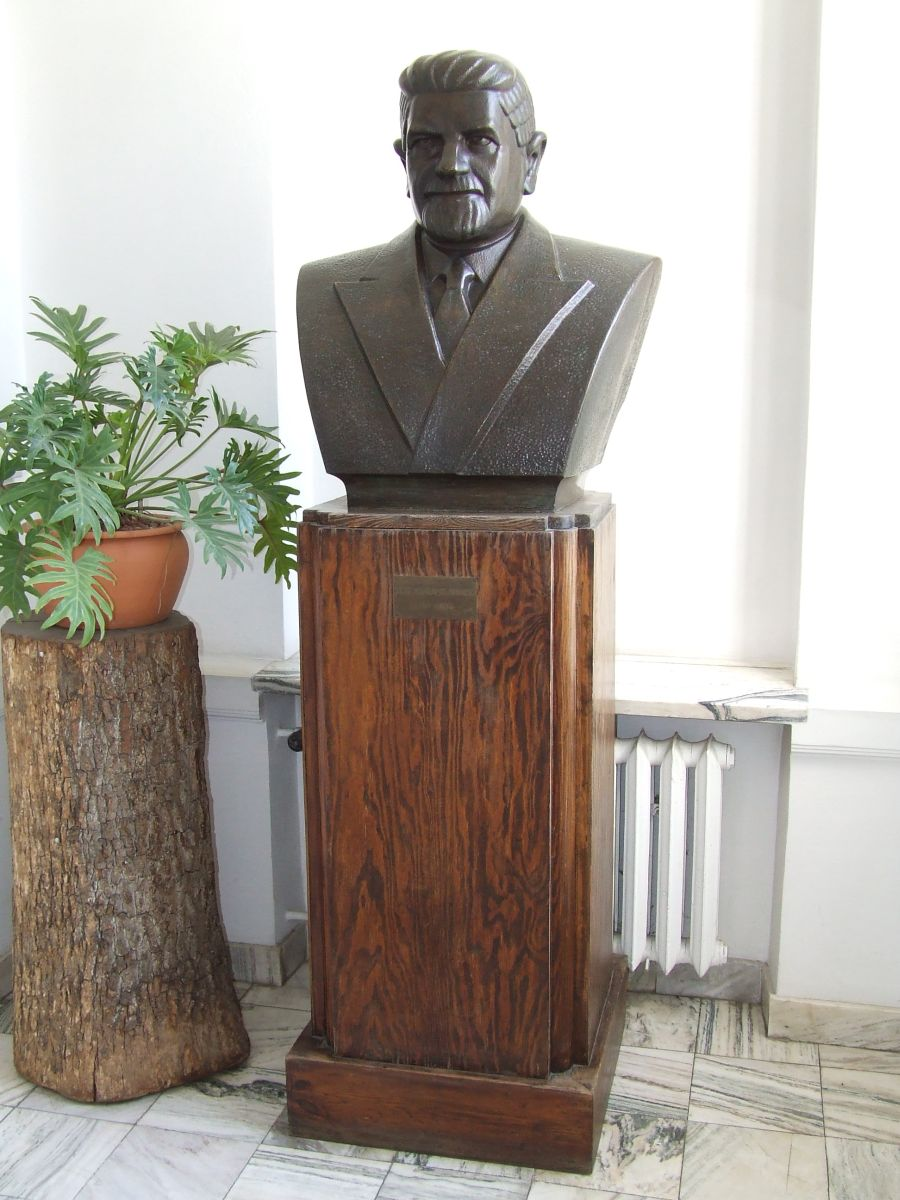
Бюст Микуловского-Поморского в Варшаве

Окончил Реальное училище в Варшаве. В 1885—1889 годах обучался на агрономическом факультете Рижского политехнического института, получил диплом с отличием.
ГС 1893 года он занимал должность ассистента в Сельскохозяйственной академии в Дублянах, где читал лекции по агрохимии. Организовал здесь химическую и сельскохозяйственную научно-исследовательскую и опытную станцию и с 1900 года работал профессором. В 1906—1911 годах был её директором. Член и активный деятель Галицкого экономического общества.
В 1911 году переехал на работу в Варшаву. В 1918—1920 и 1928—1929 годах — ректор Варшавского университета естественных наук.
24 апреля 1929 года Познаньский университет присвоил ему звание почётного доктора.

## Избранные публикации
- Skutki zastosowania nawozów sztucznych w naszych gospodarstwach, 1909
- Nauka o żyzności gleby i nawozach, 1912
- Racyonalny plan stałych pól doświadczalnych, 1914
- Reforma agrarna w Rosji w r. 1917, 1919
- Działanie nawozów azotowych w rozmaitych warunkach: przyczynki do metodyki doświadczeń wazonowych, 1923
- Znaczenie i organizacja konkursów rolniczych młodzieży wiejskiej, 1928
- Podręcznik uprawy łąk, 1930
- Działanie supertomasyny na glebie kwaśnej i alkalicznej, 1934
- Głosy w sprawie nawożenia azotem w dobie obecnej, 1934
- Uprawa roli i roślin, 1937
- Wpływ dodatku soli sodowych, magnezowych i wapniowych na działanie nawozowe potasu, 1938[15]
- Czym jest przysposobienie rolnicze, 1957

Похоронен на кладбище Старые Повонзки.